# Nevrorthidae
Die Nevrorthidae sind eine kleine Familie der Netzflügler. Ihre Larven leben räuberisch in Bächen. Bisher sind 18 Arten aus vier Gattungen bekannt.

## Merkmale
Die Imagines der Nevrorthidae sind typische Netzflügler und ähneln stark Vertretern anderer Familien wie den Hemerobiidae und Sisyridae. Mit meist etwa 12 Millimeter Flügelspannweite sind sie relativ kleine Insekten, größte Art ist Sinoneurorthus yunnanicus mit knapp 7 Millimeter Körperlänge und 12,6 Millimeter Länge der Vorderflügel. Sie sind an Merkmalen des Flügelgeäders unterscheidbar. So sind die Queradern im vorderen Flügelfeld, dem Costalfeld, einfach und nicht gegabelt. Die zweite Längsader, die Subcosta, läuft im Vorderflügel nicht bis zum Flügelrand, sondern ist vorher ein Stück mit dem Radius verschmolzen. Beide Flügelpaare besitzen zwischen den meisten Längsadern jeweils zwei Queradern und sind dadurch in zahlreiche etwa rechteckige Zellen gegliedert.
Eigentümlich und in der Körpergestalt unverkennbar sind die Larven. Die typischen Saugzangen der Netzflüglerlarven sind bei ihnen nach innen gebogen. Die Kopfkapsel ist kompakt, die Mundwerkzeuge nach vorn gestreckt (prognath) und die Kopfkapsel auf der Unterseite durch einen großen, Gula genannten Sklerit geschlossen. Der vorderste Rumpfabschnitt, der Prothorax, ist bei ihnen schmal und stark verlängert, bei vielen Arten schmaler als der Kopf und der übrige Rumpf. Auch der Hinterleib ist schmal und langgestreckt. Die Larven sind wasserlebend. Ihre Stigmen sind geschlossen. Kiemen oder andere Atemorgane werden nicht ausgebildet.

## Lebensweise
Nevorthidae-Larven leben in kleinen Fließgewässern, in der Bachzone, limnologisch als Rhithral bezeichnet. Dies können kleine Quellrinnsale bis hin zu starken Bächen mit einer Wasserführung von mehreren Kubikmetern pro Sekunde sein. Alle besiedelten Gewässer besitzen Kies- oder Steingrund. Die schlanken Larven leben in den Zwischenräumen und auf der Unterseite von aufliegenden Steinen. Die Larven sind sehr beweglich und können sich blitzschnell durch das Lückensystem schlängeln. Sie sind in Bezug auf die Wassertemperaturen nicht sehr empfindlich (eurytherm) und kommen auch in Bächen auf saurem Gestein wie z. B. Granit wie auch in kalkreichen Gewässern vor. Alle Arten sind aber, soweit bekannt, äußerst empfindlich gegenüber Gewässerverschmutzung und Stoffeintrag aus dem Einzugsgebiet. Sie leben daher fast ausschließlich in Bächen, deren Einzugsgebiet bewaldet ist oder von Buschwerk eingenommen wird. Sie besiedeln ausschließlich ganzjährig wasserführende (perennierende) Gewässer und fehlen in sommertrockenen Bächen. Da die Nevorthidae-Larven ihre Beute mit ihren Saugzangen aussaugen, ist ihr Nahrungsspektrum nicht anhand des Darminhalts ermittelbar. Zum Beutespektrum der räuberischen Larven ist deshalb fast nichts bekannt.
Nevorthidae-Larven verpuppen sich innerhalb des Wassers in einem zweischichtigen, unregelmäßig rundlichen Kokon von etwa 8 bis 15 Millimeter Durchmesser, der an Steine der Bachsohle angeheftet wird. Sowohl der zarte, netzartige Außenkokon wie der dicht filzige Innenkokon sind rein weiß. Die lang beborstete Puppe ist weiß gefärbt, nur die Mandibeln dunkel sklerotisiert; vermutlich beißt sie mit ihnen die Puppenhülle beim Schlupf auf. Die Verpuppung erfolgt im Mittelmeergebiet im Frühjahr, die Puppenruhe dauert nur wenige Tage. Als Hauptflugzeit der Imagines werden Mitte Mai bis Mitte Juni angegeben, einzelne sind aber den ganzen Sommer über bis zum Herbst zu beobachten. Zur Lebensweise der Imagines ist nicht viel bekannt, außer, dass sie immer in Gewässernähe angetroffen werden. Sie werden gelegentlich an Blattlaus-Ausscheidungen (Honigtau) beobachtet.

## Verbreitung
Nevorthidae sind aus drei, weit voneinander getrennten Verbreitungsgebieten bekannt: Dem europäischen Mittelmeerraum, Ostasien (China, Taiwan und Japan) und Südwestaustralien. Es wird angenommen, dass dieses Verbreitungsmuster nur das Relikt einer ehemals zusammenhängenden Verbreitung darstellt.

## Phylogenie und Systematik
Der Name der Familie wurde ursprünglich Neurorthidae geschrieben; dies geht auf eine Falschschreibung des Namens der Typusgattung Nevrorthes (als Neurorthes) zurück, was erst 1991 erkannt wurde. Diese Gattung wurde ursprünglich als zu den Schwammhaften (Familie Sisyridae) oder den Taghaften (Hemerobiidae) gehörig angesehen. Nach genaueren morphologischen Untersuchungen, insbesondere der eigentümlichen Larven, steht die Familie aber isoliert, so dass sie allein (monotypisch) die Unterordnung Nevorthiformia, eine der drei Unterordnungen der Netzflügler, bildet. Die Familie besitzt viele urtümliche (plesiomorphe) Merkmalsausprägungen und gilt daher als basalste Gruppe der Netzflügler und Schwestergruppe aller übrigen zusammengenommen. Ob die aquatische Lebensweise der Larven, die sie innerhalb der Netzflügler mit den Schwammhaften und den Schlammfliegen gemeinsam hat, ein ursprüngliches oder abgeleitetes Merkmal darstellt, ist umstritten.
Phylogenomische Untersuchungen, anhand des Vergleichs homologer DNA-Sequenzen, konnten allerdings die basale Stellung der Nevrorthidae bisher nicht bestätigen. In einer Analyse von Winterton und Kollegen ergab sich stattdessen ein Schwestergruppenverhältnis zu den semiaquatischen Bachhaften (Familie Osmylidae).
Die Familie Nevrorthidae umfasst vier Gattungen
- Nevrorthus Costa, 1863 (Mittelmeerregion)
- Nipponeurorthus Nakahara, 1958 (Ostasien: China, Taiwan, Japan)
- Austroneurorthus Nakahara, 1958 (Südwesten Australiens, immer in Küstennähe)
- Sinoneurorthus Liu, Aspöck & Aspöck, 2012 (Yunnan, China)

## Fossilien
Fossile Nevrorthidae sind nur selten gefunden worden; einige Fossilien zudem in ihrer Zuordnung zu der Familie zweifelhaft. Am bekanntesten ist die Gattung Rophalis mit der Art Rophalis relicta aus dem eozänen baltischen Bernstein. Der möglicherweise älteste Nachweis ist eine in burmesischen Bernstein der Unterkreide eingeschlossene Larve; diese ist aber in ihrer tatsächlichen Zuordnung nicht gesichert.